# Мошківський Євген Антонович
Євге́н Анто́нович Мошкі́вський (5 січня 1987, м. Житомир — 8 січня 2019, м. Житомир) — солдат 24-ї механізованої бригади імені Короля Данила Збройних сил України, учасник російсько-української війни.

## Життєпис
Навчався в Житомирському міському колегіумі (1993—2002), після чого, на базі 9 класів, вступив до Житомирського автодорожнього технікуму. По закінченні працював оператором на одному з підприємств міста.
Мобілізований до лав Збройних сил України 13 травня 2015 року. Підготовку проходив на Яворівському полігоні. Учасник відбиття російської агресії на сході України; місця служби — Попасна, Сєвєродонецьк, Щастя.
2016 року зазнав поранення під час обстрілу. Після лікування в шпиталі повернувся додому, де почалися проблеми з серцем. Довго лікувався, потребував пересадки серця, на що в Житомирі збирали кошти.
Помер 8 січня 2019 року від хвороби серця. Похований на Смолянському військовому цвинтарі.

## Вшанування
15 жовтня 2019 року, на будівлі міського колегіуму (вул. Івана Мазепи, 18), відкрито меморіальну дошку Євгена Мошківського.